# Гранадилья-де-Абона
Гранадилья-де-Абона (ісп. Granadilla de Abona) — муніципалітет в Іспанії, у складі автономної спільноти Канарські острови, у провінції Санта-Крус-де-Тенерифе, на острові Тенерифе. Населення — 40 862 особи (2010).
Муніципалітет розташований на відстані близько 1800 км на південний захід від Мадрида, 49 км на південний захід від Санта-Крус-де-Тенерифе.
На території муніципалітету розташовані такі населені пункти: (дані про населення за 2010 рік)
- Лос-Абрігос: 4022 особи
- Лос-Бланкітос: 460 осіб
- Крус-де-Теа: 318 осіб
- Чарко-дель-Піно: 2513 осіб
- Чиміче: 814 осіб
- Ель-Десьєрто: 345 осіб
- Гранадилья-де-Абона: 5912 осіб
- Ель-Медано: 7340 осіб
- Ель-Сальто: 767 осіб
- Сан-Ісідро: 18371 особа

## Демографія
Динаміка населення (INE ):

## Галерея зображень

Розташування муніципалітету на острові Тенерифе
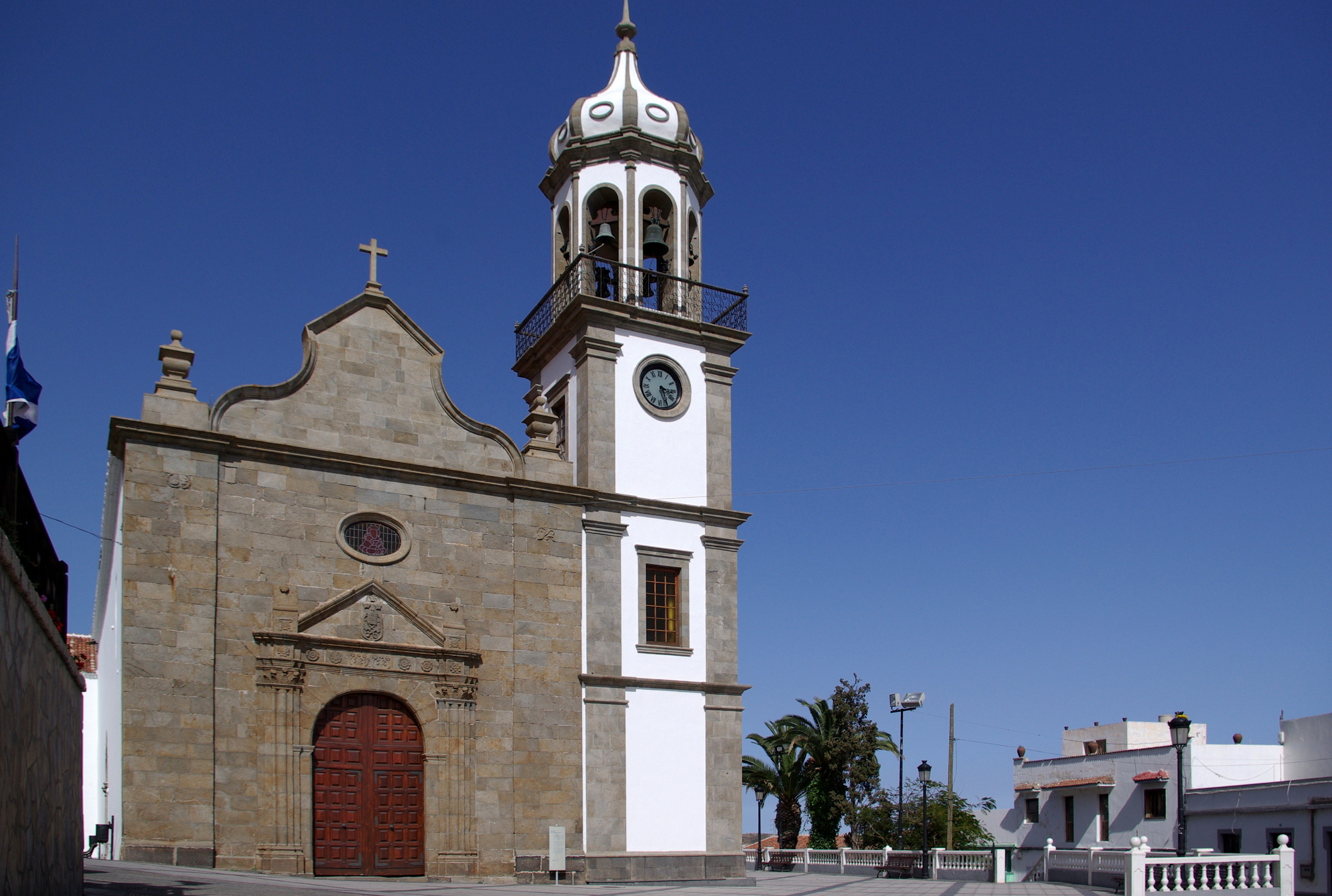
Церква Сан-Антоніо-де-Падуа, Гранадилья-де-Абона